# Brachymenium bryoides
Brachymenium bryoides là một loài Rêu trong họ Bryaceae. Loài này được Hook. ex Schwägr. mô tả khoa học đầu tiên năm 1824.